# Lorenzo Borri
Lorenzo Borri (Firenze, 14 febbraio 1864 – Forte dei Marmi, 30 agosto 1923) è stato un medico italiano.

## Biografia
Figlio di Giovanni Battista Borri, socio della Società Anonima Edificatrice, e di Ida Cantagalli, studiò inizialmente all'Università di Bologna e poi all'Istituto di Studi Superiori di Firenze, dove si laureò nel 1887 in medicina; l'anno successivo diventò assistente di Giuseppe Corradi presso la clinica chirurgica dell'ateneo fiorentino, ma lasciò presto l'incarico per via delle ristrettezze economiche della famiglia, divenendo medico condotto dal giugno all'ottobre 1888 a Cutigliano e fino alla fine del 1890 a Montopoli in Val d'Arno.
Ben presto, tuttavia, per volere di Angiolo Filippi iniziò a frequentare il laboratorio di medicina legale del Regio Istituto di Studi Superiori di Firenze, di cui divenne aiuto; nel 1894 ottenne la libera docenza in medicina legale, nel 1898 fu nominato professore straordinario di medicina legale della Facoltà medico-chirurgica dell'Università di Modena; nel 1905 venne designato professore ordinario, a cui rinunciò preferendo la proposta della Facoltà medica del Regio Istituto di Studi Superiori di Firenze di succedere a Filippi come professore straordinario; il 1º maggio 1906 venne reintegrato nel grado di professore ordinario, posizione che mantenne, eccetto nel periodo della prima guerra mondiale durante il quale diresse l'ospedale militare di Prato, fino alla morte: questa avvenne a seguito di una febbre tifoide, contratta nell'eseguire l'autopsia di una giovane ragazza morta anch'essa della medesima malattia.
Massone, fu iniziato il 19 dicembre 1892 nella loggia Concordia di Firenze, promosso Maestro per meriti il 18 dicembre 1893, fu eletto Oratore della loggia il 5 gennaio 1894 e confermato in questa carica il 9 aprile dello stesso anno.

## Opere
- Angiolo Filippi, Alberto Severi, Annibale Montalti, Lorenzo Borri e Cesare Biondi, Trattato di medicina legale, conforme al diritto italiano costituito, Milano, 1902.
- Lorenzo Borri, Le lesioni traumatiche di fronte al codice penale e civile e rispetto agli infortuni del lavoro, Milano, 1912.
- Lorenzo Borri, Infortunistica medico-legale, Milano, Francesco Vallardi, 1913.
- Lorenzo Borri, Attilio Cevidalli e Francesco Leoncini, Trattato di medicina legale, Milano, 1922-1934.